# 普沃茨克主教座堂

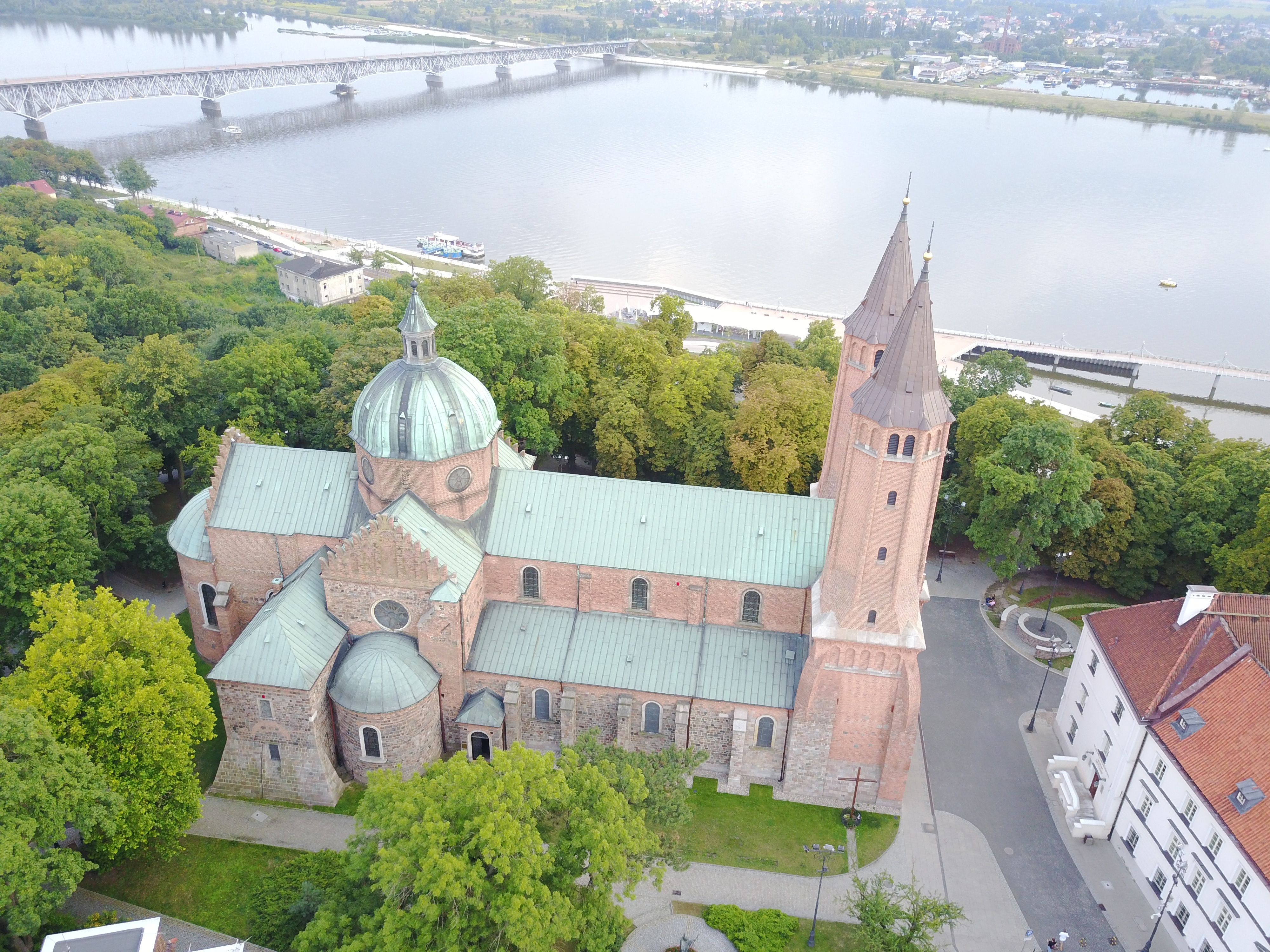
普沃茨克主教座堂

普沃茨克主教座堂（Płock Cathedral）是波蘭城市普沃茨克的一座羅馬天主教的主教座堂。這座教堂是普沃茨克歷史最古老和最重要的歷史建築之一。普沃茨克主教座堂首次被明文提及是在1102年。教堂在1903年得到了修復。